# Grzyby blaszkowe

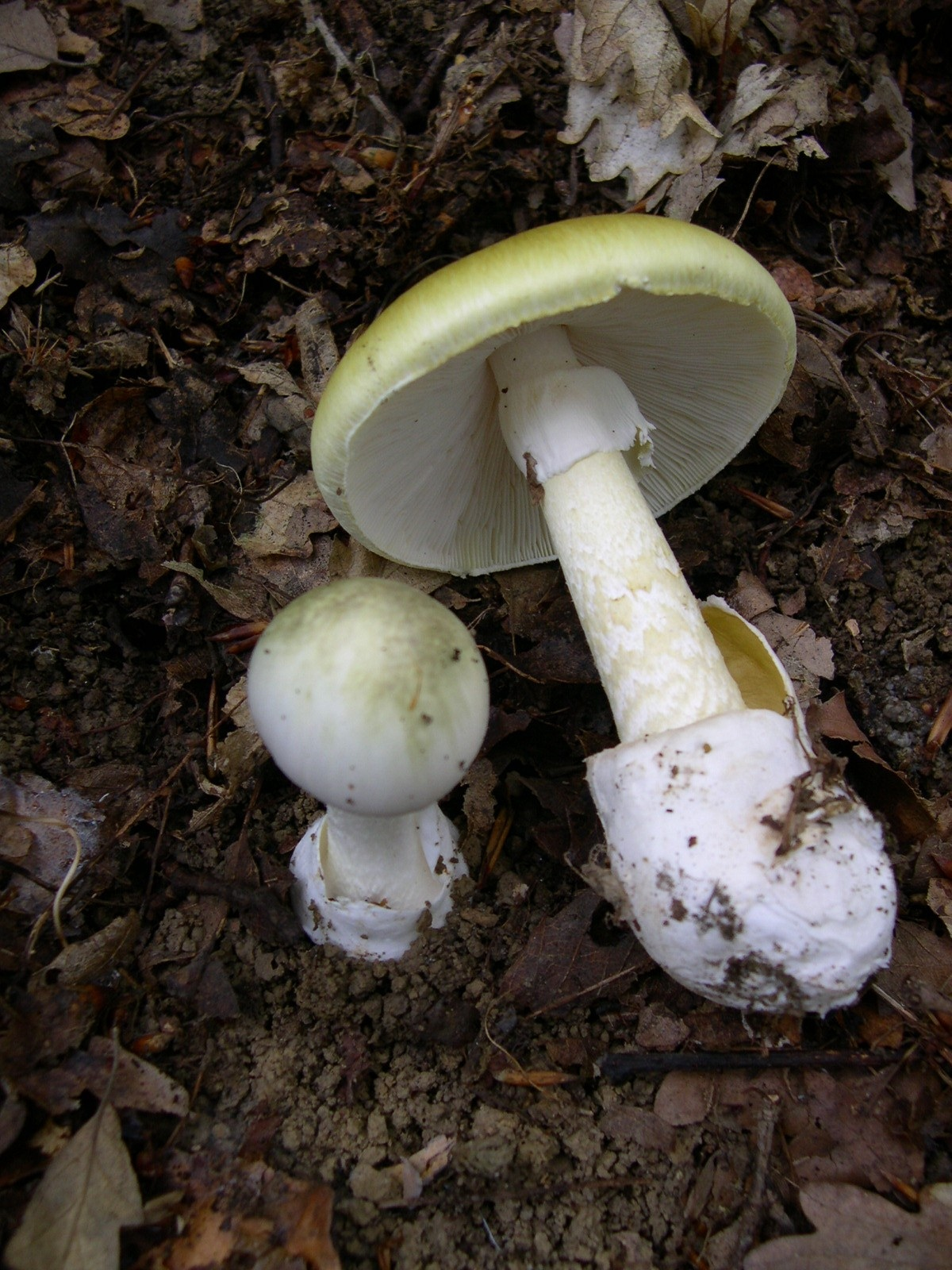
Budowa grzyba blaszkowego (muchomor zielonawy)

Grzyby blaszkowe, blaszkowce, grzyby agarikoidalne, grzyby pieczarkopodobne (łac. agaricoid fungi, agaricoic basidiomycetes) – grzyby kapeluszowe o blaszkowatym hymenoforze należące do typu podstawczaków (Basidiomycota). Nazwa pochodzi od blaszek lub rodzaju Agaricus (pieczarka). Są przeciwieństwem boletoid fungi (boletoid basidiomycetes) – grzybów kapeluszowych o rurkowatym hymenoforze (brak polskiej nazwy).
Grzyby blaszkowe należą do klasy pieczarniaków (Agaricomycetes), ale nie są to tożsame pojęcia, pieczarniaki bowiem to takson grupujący gatunki o wspólnej filogenezie i należą do niego nie tylko grzyby blaszkowe, ale również grzyby o innym hymenoforze, zaś grzyby blaszkowe są grupą morfologiczną, grupującą gatunki o podobnej budowie, ale różnym pochodzeniu. Większość gatunków grzybów blaszkowych należy do rzędu pieczarkowców, ale w rzędzie tym są także grzyby o nieblaszkowym hymenoforze, a grzyby blaszkowe występują także w rzędach gołąbkowców (Russulales), borowikowców (Boletales), niszczycowców (Gloeophyllales) i żagwiowców (Polyporales). Do grzybów blaszkowych należą liczne gatunki grzybów, a badania DNA wykazały, że grzyby te ewoluowały niezależnie co najmniej cztery lub pięć razy. Powodem tego może być fakt, że blaszki dzięki dużej powierzchni zapewniają wysoki stosunek masy zarodników do masy grzyba, co grzybom blaszkowym daje możliwość produkcji ogromnej liczby zarodników i przewagę ewolucyjną. Jedynie wnętrzniaki mają jeszcze lepszy stosunek liczby wyprodukowanych zarodników do masy owocnika.
Zarodniki blaszkowców powszechnie występują w powietrzu. Jeden metr sześcienny powietrza w klimacie umiarkowanym zawiera zazwyczaj 1000–10000 zarodników grzybów. W badaniach przeprowadzonych w latach 2006/2007 w Moguncji w Niemczech stwierdzono, że było wśród nich 34% askospor i 64% bazydiospor, a 90% bazydiospor stanowiły zarodniki blaszkowców.